# Atimia gannoni
Atimia gannoni es una especie de escarabajo longicornio del género Atimia, tribu Atimiini, subfamilia Lamiinae. Fue descrita científicamente por Hovore & Giesbert en 1974.
La especie se mantiene activa durante los meses de febrero, marzo, mayo y junio.

## Descripción
Mide 7-11 milímetros de longitud.

## Distribución
Se distribuye por Estados Unidos.